# The Future Bites
The Future Bites (стилізовано як THE FUTURE BITES™) — шостий студійний альбом британського музиканта Стівена Вілсона. Випуск альбому був запланований на 12 червня 2020 року лейблом Caroline International, але його перенесли на 29 січня 2021 року через пандемію COVID-19, яка вплинула на маркетинг та виробництво альбому. Він був створений Вілсоном спільно з Девідом Костеном і записаний у Лондоні.

## Тема та концепція альбому
В альбомі йдеться про «дві повторювані теми» музичної творчості, ідентичності та технологій Вілсона, з прес-релізом, в якому зазначається, що він «руйнує нашу утопію XXI століття, одночасно враховуючи моменти особистісного зростання та оптимізму». Його також називали «менш похмуре баченням антиутопії, що настає, найцікавішим читанням тут і зараз», а провідний сингл «Personal Shopper» відзначався розширенням електронних елементів попередньої роботи Вілсона, «повністю занурившись у танцювальну музику» і нео-диско, при цьому якимось чином тримаючи рок-межі ".

## Маркетинг і просування
Маркетингова кампанія альбому базується на The Future Bites — вигаданому дизайнерському бренді високого класу, насамперед натхненному Off-White, Supreme та Virgil Abloh. The Future Bites також має власний вебсайт та профілі в соціальних мережах, включаючи інтернет-магазин, який виступає як вітриною для різних видань альбому, так і підробленими продуктами, які нібито створені брендом.
Вілсон випустив кілька рекламних відеороликів, які демонструють бренд «The Future Bites». В них представлена вільна концепція розповіді, яка охоплює кілька часових рамок.
Наприклад, музичний кліп на «Eminent Sleaze» зображує постапокаліптичне антиутопічне майбутнє 2032 року, де The Future Bites стали найбільшою світовою корпорацією та через надмірне споживання спонукає населення Землі стрімко скорочуватися. В музичному відео «Personal Shopper», що натхнене серіалом «Чорне дзеркало», дії розгортаються в сучасному торговому центрі й має темний сюжетний поворот — для того, щоб купити товари в торговому центрі, споживач повинен пожертвувати частиною тіла, відповідно до товару, що він купує. Режисер Лукресія Таорміна сказала про концепцію відеоролика, що вона «хотіла створити вигаданий світ, в якому люди купують товари, і угода буде не тільки грошима, але й частиною їхнього тіла, натякаючи на таку концепцію — чим більше ви шукаєте відповіді зовні, чим більше ви зникаєте зсередини».
У музичному відеокліпі «Self», опублікованому 1 лютого 2021 року, використано технологію deepfake, які перетворили Стівена Вілсона на Дональда Трампа, Джо Байдена, Роберта Дауні-молодшого, Скарлетт Йоханссон, Марка Цукерберга, Девіда Боуї, Гаррісона Форда, Пола Маккартні, Денієла Редкліффа та багато інших відомих громадських діячів.

## Критичне сприйняття
The Future Bites отримав «загалом позитивні» відгуки. У Metacritic, який присвоює середньозважений рейтинг зі 100 рецензіям з популярних публікацій, цей реліз отримав середню оцінку 74 на основі 13 відгуків.
Журнал Mojo оцінив альбом на 4 з 5 і описав його як «чудову дорослу поп-пластинку», вважаючи, що «сольна робота (Вілсона) стала свідком того, як він об'єднав танці, електроніку та поп-музику та удосконалив їх». Uncut поставив альбому 8 з 10, відзначивши його «красиві фальцето-крижані вокальні хуки» та «маверік мета-поп». Classic Rock дав альбому 9 із 10, "Вілсон ніколи раніше не складав такі американські гірки в один альбом… Черговий тріумф ", і журнал Rocks Magazine у Німеччині прокоментував його «непередбачуваність залишається кредо Вілсона», оцінивши альбом на 8 з 10.

## Список композицій
Автор музики і слів Steven Wilson, стилізовано великими літерами. 
| The Future Bites | The Future Bites     | The Future Bites |
| #                | Назва                | Тривалість       |
| ---------------- | -------------------- | ---------------- |
| 1.               | «Unself»             | 1:05             |
| 2.               | «Self»               | 2:55             |
| 3.               | «King Ghost»         | 4:06             |
| 4.               | «12 Things I Forgot» | 4:42             |
| 5.               | «Eminent Sleaze»     | 3:52             |
| 6.               | «Man of the People»  | 4:41             |
| 7.               | «Personal Shopper»   | 9:49             |
| 8.               | «Follower»           | 4:39             |
| 9.               | «Count of Unease»    | 6:08             |
| 41:59            |                      |                  |

| Limited edition deluxe box set – бонусні композиції | Limited edition deluxe box set – бонусні композиції | Limited edition deluxe box set – бонусні композиції |
| #                                                   | Назва                                               | Тривалість                                          |
| --------------------------------------------------- | --------------------------------------------------- | --------------------------------------------------- |
| 1.                                                  | «Personal Shopper» (extended remix)                 | 19:45                                               |
| 2.                                                  | «Unself» (long version)                             | 2:46                                                |
| 3.                                                  | «Ha Bloody Ha»                                      | 5:07                                                |
| 4.                                                  | «Move Like a Fever»                                 | 4:45                                                |
| 5.                                                  | «King Ghost» (extended remix)                       | 8:29                                                |
| 6.                                                  | «I Am Cliche»                                       | 2:55                                                |
| 7.                                                  | «Wave the White Flag»                               | 4:33                                                |
| 8.                                                  | «Eminent Sleaze» (extended remix)                   | 8:16                                                |
| 9.                                                  | «In Pieces»                                         | 4:04                                                |
| 10.                                                 | «Every Kingdom Falls»                               | 4:07                                                |
| 64:47                                               |                                                     |                                                     |

| Список композицій The B-Sides Collection | Список композицій The B-Sides Collection | Список композицій The B-Sides Collection |
| #                                        | Назва                                    | Тривалість                               |
| ---------------------------------------- | ---------------------------------------- | ---------------------------------------- |
| 1.                                       | «Eyewitness»                             | 5:19                                     |
| 2.                                       | «In Floral Green» (Lonely Robot cover)   | 5:33                                     |
| 3.                                       | «Move Like a Fever» (Alternate version)  | 6:14                                     |
| 4.                                       | «King Ghost» (Tangerine Dream Remix)     | 9:23                                     |
| 26:29                                    |                                          |                                          |

| Список композицій Ultra deluxe edition (односторонній 7-дюймовий сингл) | Список композицій Ultra deluxe edition (односторонній 7-дюймовий сингл) | Список композицій Ultra deluxe edition (односторонній 7-дюймовий сингл) |
| #                                                                       | Назва                                                                   | Тривалість                                                              |
| ----------------------------------------------------------------------- | ----------------------------------------------------------------------- | ----------------------------------------------------------------------- |
| 1.                                                                      | «The Tastemaker»                                                        | 2:17                                                                    |

## Учасники запису альбому
Взято з Discogs.
Виконавці
- Стівен Вілсон — вокал, гітари, клавішні, семплер, бас, ударні, програмування
- Девід Костен — синтезатори, ударні в «Count of Unease»
- Майкл Спірмен — ударні, ударні
- Нік Беггс — бас-гітара в «Personal Shopper», стік в «Eminent Sleaze»
- Адам Гольцман — клавішні в «Eminent Sleaze» та «Follower»
- Річард Барб'єрі — синтезатори в «Self»
- Джейсон Купер — цимбали та перкусія в «King Ghost»
- Блейн Гаррісон, Джек Фланаган — бек-вокал в «12 Things I Forgot»
- Елтон Джон — мовлення в «Personal Shopper»
- Боббі Гордон, Крістал Вільямс, Венді Гарріотт, Файф Денджерфілд, Ротем Вілсон — бек-вокал
- Лондонський сесійний оркестр — «Eminent Sleaze»

Додатковий персонал
- Девід Костен — продюсер, програмування, мікшування, інженерія
- Ендрю Хоббс — фото обкладинки альбому
- Саймон Мур — арт-напрямок

## Чарти
| Чарт (2021)                                        | Найвища позиція |
| -------------------------------------------------- | --------------- |
| Австралія Australian Albums (ARIA)                 | 47              |
| Бельгія Belgian Albums (Ultratop Flanders)         | 19              |
| Бельгія Belgian Albums (Ultratop Wallonia)         | 13              |
| Нідерланди Dutch Albums (MegaCharts)               | 2               |
| Фінляндія Finnish Albums (Suomen virallinen lista) | 3               |
| Німеччина German Albums (Offizielle Top 100)       | 3               |
| Ірландія Irish Albums (IRMA)                       | 88              |
| Італія Italian Albums (FIMI)                       | 11              |
| Норвегія Norwegian Albums (VG-lista)               | 27              |
| Польща Polish Albums (ZPAV)                        | 8               |
| Португалія Portuguese Albums (AFP)                 | 5               |
| Шотландія Scottish Albums (OCC)                    | 2               |
| Швеція Swedish Albums (Sverigetopplistan)          | 16              |
| Швейцарія Swiss Albums (Schweizer Hitparade)       | 3               |
| Велика Британія UK Albums (OCC)                    | 4               |
| США Billboard 200                                  | 193             |
| США Top Rock Albums (Billboard)                    | 37              |